# Ibrahim Sunday
Ibrahim Sunday (Koforidua, Ghana, 1 d'agost de 1950) és un exfutbolista ghanès de descendents nigerians (Jigawa, Birnin Kudu) que passà la major part de la seva carrera esportiva a l'Asante Kotoko, i al Werder Bremen alemany, on només jugà un partit de la lliga alemanya.
Jugà amb la selecció de futbol de Ghana, amb la qual participà a dues Copes d'Àfrica. L'any 1991 fou nomenat Futbolista africà de l'any.
També fou entrenador de futbol a l'Asante Kotoko i a l'Africa Sports d'Abidjan.